# (74077) 1998 MA47
(74077) 1998 MA47 – planetoida z pasa głównego asteroid okrążająca Słońce w ciągu 4,15 lat w średniej odległości 2,58 j.a. Odkryta 28 czerwca 1998 roku.